# Drohobych (huyện)
Huyện Drohobych (tiếng Ukraina: Дрогобицький район, chuyển tự: Drohobychs'kyi raion) là một huyện của tỉnh Lviv thuộc Ukraina. Huyện Drohobych có diện tích 1210 km², dân số theo điều tra dân số ngày 5 tháng 12 năm 2001 là 76276 người với mật độ 63 người/km2. Trung tâm huyện nằm ở Drohobych.